# Short track ai IX Giochi asiatici invernali - 1000 metri maschile
La specialità dei 1000 metri maschili di short track degli IX Giochi asiatici invernali si è svolta dal 7 al 9 febbraio 2025 allo Heilongjiang Multifunctional Hall di Harbin, in Cina.

## Risultati
Legenda
- PEN — Penalità
- q — Qualifificato per il tempo

### Batterie
| Rank | Batteria | Atleta                      | Nazione       | Tempo    | Note |
| ---- | -------- | --------------------------- | ------------- | -------- | ---- |
| 1    | 1        | Park Ji-won                 | Corea del Sud | 1:25.419 | Q    |
| 2    | 1        | Kota Kikuchi                | Giappone      | 1:29.629 | Q    |
| 3    | 1        | Ong Ryo Yik                 | Singapore     | 1:33.486 |      |
| 4    | 1        | Arsa Mizan Putra Firdaus    | Indonesia     | 1:37.456 |      |
| 5    | 1        | Mohamad bin Mohamad Fadzli  | Malaysia      | 1:46.735 |      |
| 1    | 2        | Jang Sung-woo               | Corea del Sud | 1:26.699 | Q    |
| 2    | 2        | Shuta Matsuzu               | Giappone      | 1:26.845 | Q    |
| 3    | 2        | Kwok Tsz Fung               | Hong Kong     | 1:28.840 | q    |
| 4    | 2        | Marva Kayana Putra Firdaus  | Indonesia     | 1:32.880 |      |
| 5    | 2        | Akash Aradhya               | India         | 1:45.335 |      |
| 1    | 3        | Liu Shaoang                 | Cina          | 1:30.539 | Q    |
| 2    | 3        | Chang Chuan-lin             | Taipei cinese | 1:30.821 | Q    |
| 3    | 3        | Chonlachart Taprom          | Thailandia    | 1:30.935 | q    |
| 4    | 3        | Kwok Tsz Ho                 | Hong Kong     | 1:34.858 |      |
| 5    | 3        | Erdenebilegiin Mönkh-Erdene | Mongolia      | 1:50.694 |      |
| 1    | 4        | Sun Long                    | Cina          | 1:34.753 | Q    |
| 2    | 4        | Daito Ochi                  | Giappone      | 1:34.998 | Q    |
| 3    | 4        | Phooripat Changmai          | Thailandia    | 1:36.040 |      |
| 4    | 4        | Sohan Sudhir Tarkar         | India         | 1:40.344 |      |
| 5    | 4        | Mönkhbayaryn Borkhüü        | Mongolia      | 1:41.762 |      |
| 1    | 5        | Lin Xiaojun                 | Cina          | 1:30.879 | Q    |
| 2    | 5        | Aibek Nassen                | Kazakistan    | 1:32.155 | Q    |
| 3    | 5        | Prajwal Sharath             | India         | 1:35.991 |      |
| 4    | 5        | Pena Ataýew                 | Turkmenistan  | 1:54.772 |      |
| 1    | 6        | Kim Gun-woo                 | Corea del Sud | 1:29.187 | Q    |
| 2    | 6        | Daniil Eybog                | Uzbekistan    | 1:29.268 | Q    |
| 3    | 6        | Lin Chun-chieh              | Taipei cinese | 1:30.950 |      |
| 4    | 6        | Mohammed Al-Abdulla         | Qatar         | 2:00.512 |      |
| 5    | 6        | Dương Trường Lập            | Vietnam       | 2:02.714 |      |
| 1    | 7        | Gleb Ivchenko               | Kazakistan    | 1:40.338 | Q    |
| 2    | 7        | Sidney Chu                  | Hong Kong     | 1:41.993 | Q    |
| 3    | 7        | Prakit Borvornmongkolsak    | Thailandia    | 1:42.414 | ADV  |
| 1    | 8        | Adil Galiakhmetov           | Kazakistan    | 1:29.468 | Q    |
| 2    | 8        | Peter Groseclose            | Filippine     | 1:29.636 | Q    |
| 3    | 8        | Tsai Chia-wei               | Taipei cinese | 1:30.600 | q    |
| 4    | 8        | Garmaagiin Mönkh-Erdene     | Mongolia      | 1:34.339 |      |

### Quarti di finale
| Rank | Batteria | Atleta        | Nazione       | Tempo    | Note |
| ---- | -------- | ------------- | ------------- | -------- | ---- |
| 1    | 1        | Shuta Matsuzu | Giappone      | 1:26.540 | Q    |
| 2    | 1        | Park Ji-won   | Corea del Sud | 1:26.657 | Q    |
| 3    | 1        | Gleb Ivchenko | Kazakistan    | 1:26.828 | q    |
| 4    | 1        | Kwok Tsz Fung | Hong Kong     | 1:28.030 | q    |
| 5    | 1        | Sidney Chu    | Hong Kong     | 1:28.973 |      |
| 1    | 2        | Sun Long      | Cina          | 1:27.099 | Q    |
| 2    | 2        | Jang Sung-woo | Corea del Sud | 1:27.208 | Q    |
| 3    | 2        | Daito Ochi    | Giappone      | 1:27.475 | q    |
| 4    | 2        | Daniil Eybog  | Uzbekistan    | 1:27.705 |      |
| 5    | 2        | Tsai Chia-wei | Taipei cinese | 1:29.972 |      |
| 1    | 3        | Kim Gun-woo   | Corea del Sud | 1:28.269 | Q    |
| 2    | 3        | Lin Xiaojun   | Cina          | 1:28.347 | Q    |
| 3    | 3        | Aibek Nassen  | Kazakistan    | 1:29.064 |      |

### Semifinale
| Rank | Batteria | Atleta            | Nazione       | Tempo    | Note |
| ---- | -------- | ----------------- | ------------- | -------- | ---- |
| 1    | 1        | Sun Long          | Cina          | 1:26.056 | QA   |
| 2    | 1        | Park Ji-won       | Corea del Sud | 1:26.625 | QA   |
| 3    | 1        | Gleb Ivchenko     | Kazakistan    | 1:26.794 | QB   |
| 4    | 1        | Shuta Matsuzu     | Giappone      | 1:26.889 | ADVA |
| -    | 1        | Lin Xiaojun       | Cina          | PEN      |      |
| 1    | 2        | Liu Shaoang       | Cina          | 1:25.996 | QA   |
| 2    | 2        | Jang Sung-woo     | Corea del Sud | 1:26.116 | QA   |
| 3    | 2        | Adil Galiakhmetov | Kazakistan    | 1:26.234 | QB   |
| 4    | 2        | Daito Ochi        | Giappone      | 1:26.398 | QB   |
| 5    | 2        | Kim Gun-woo       | Corea del Sud | 1:26.753 | QB   |
| 6    | 2        | align=left        |               |          |      |

### Finali

#### Finale B
| Class | Atleta            | Nazione       | Tempo    | Note |
| ----- | ----------------- | ------------- | -------- | ---- |
| 6     | Gleb Ivchenko     | Kazakistan    | 1:33.378 |      |
| 7     | Daito Ochi        | Giappone      | 1:33.681 |      |
| 8     | Kwok Tsz Fung     | Hong Kong     | 1:34.790 |      |
| 9     | Adil Galiakhmetov | Kazakistan    | 1:45.870 |      |
| 10    | Kim Gun-woo       | Corea del Sud | DNS      | DNS  |

#### Finale A
| Class | Atleta        | Nazione       | Tempo    | Note |
| ----- | ------------- | ------------- | -------- | ---- |
| 1     | Jang Sung-woo | Corea del Sud | 1:28.304 |      |
| 2     | Park Ji-won   | Corea del Sud | 1:28.829 |      |
| 3     | Liu Shaoang   | Cina          | 1:28.905 |      |
| 4     | Shuta Matsuzu | Giappone      | 1:29.959 |      |
| 5     | Sun Long      | Cina          | 1:44.169 |      |